# 10642 Charmaine
10642 Charmaine este un asteroid din centura principală de asteroizi.

## Descriere
10642 Charmaine este un asteroid din centura principală de asteroizi. A fost descoperit pe 19 ianuarie 1999 la San Marcello Pistoiese de Andrea Boattini și Luciano Tesi. Asteroidul prezintă o orbită caracterizată de o semiaxă mare de 3,08 ua, o excentricitate de 0,08 și o înclinație de 2,3° în raport cu ecliptica.